# Discothyrea sculptior
Discothyrea sculptior är en myrart som beskrevs av Santschi 1913. Discothyrea sculptior ingår i släktet Discothyrea och familjen myror. Inga underarter finns listade i Catalogue of Life.

## Bildgalleri

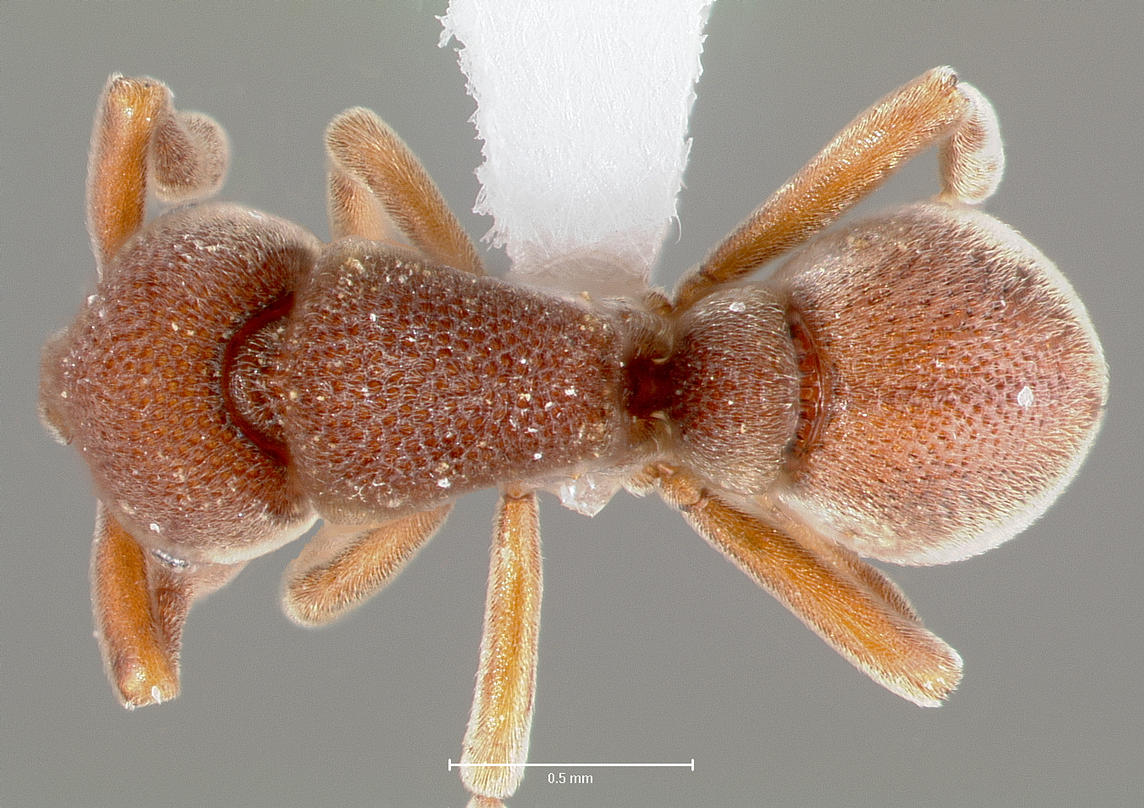
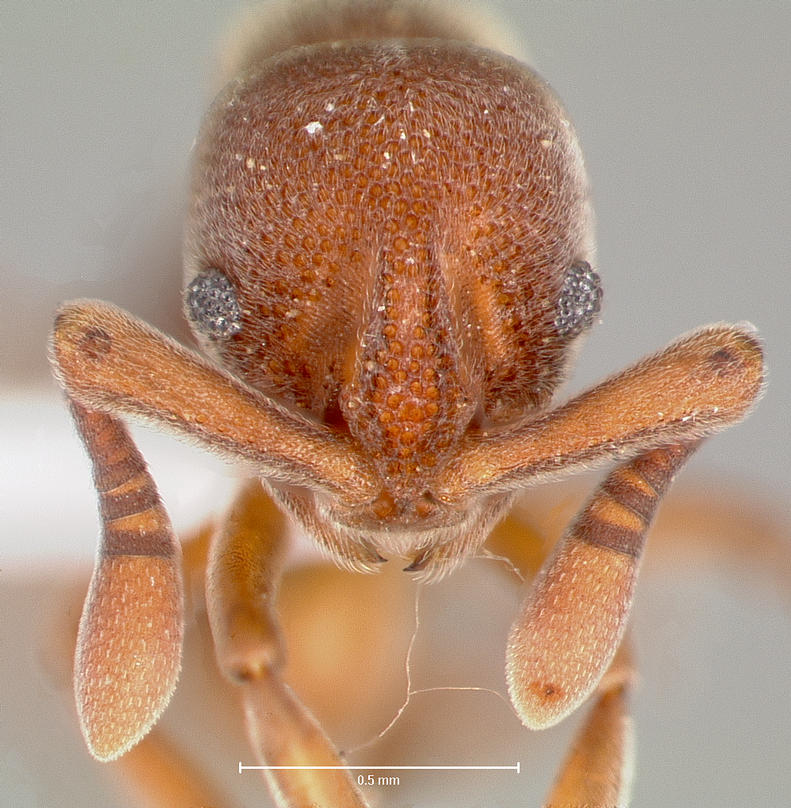
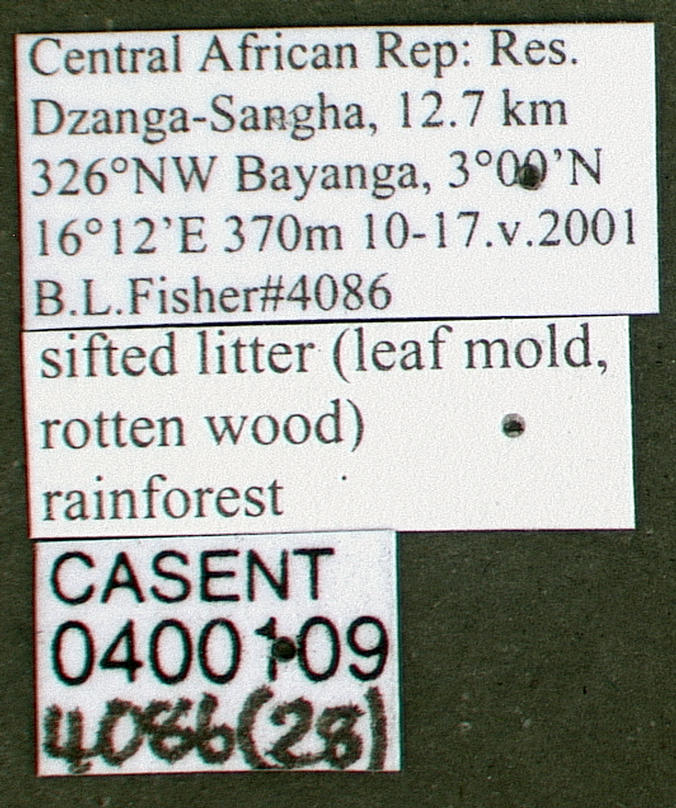
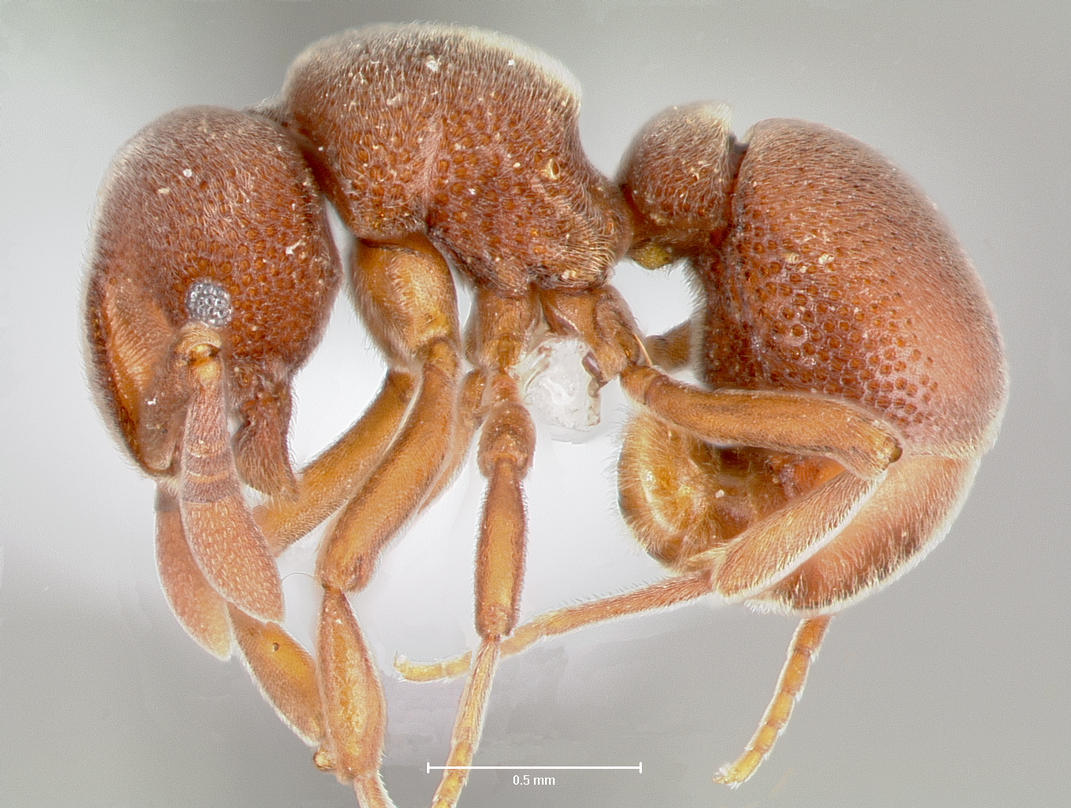